# Heinrich Konrad Stein
Heinrich Konrad Stein (* 31. März 1831 in Münster; † 9. Dezember 1896 in Glatz, Landkreis Glatz, Provinz Schlesien) war ein deutscher Schulleiter und Verfasser eines bis 1945 benutzten Schulgeschichtsbuches.

## Leben
Nach dem Abitur in Münster (Westfalen) besuchte er die Universität Bonn und die Akademie in Münster, um Philologie zu studieren. Er promovierte 1855 in Münster, bestand noch im selben Jahr die Prüfung pro facultate docendi und leistete am Münsteraner Gymnasium das Probejahr ab. Im Juli 1858 wurde er zum Gymnasiallehrer ernannt und an das Gymnasium zu Konitz versetzt, bald zum Oberlehrer und 1872 als Gymnasialprofessor ernannt und im Oktober 1874 als Prorektor an das Gymnasium in Ratibor versetzt. Am 24. Dezember 1876 wurde Schulleiter am Katholischen Gymnasium in Glatz.
Stein gab seit der Zeit der Reichsgründung 1871 beim Paderborner Schöningh Verlag ein Geschichtsbuch heraus, das in zahlreichen Bearbeitungen bis 1945 verwendet wurde. Allerdings war es als einziges Lehrwerk von 1934 bis zur Neubearbeitung 1936 komplett verboten. Daneben publizierte Stein zu historischen und philologischen Themen, besonders zu Sparta.

## Schriften
- Handbuch der Geschichte für Gymnasien und Realschulen. Paderborn. Bd. II 1870; Bd. III 1872; Bd. I. 1874.
- H. K. Steins Lehrbuch der Geschichte für die mittleren Klassen höherer Lehranstalten, 3 Teile, Paderborn 1919–1921
- Lehrbuch der Geschichte für höhere Lehranstalten, Paderborn 1936
- Das Kriegswesen der Spartaner. Nach den Quellen dargestellt Programm Konitz 1863